# Paris-syndromet
Paris-syndromet er en psykisk sygdom, der hvert år rammer omkring et dusin japanske turister – oftest kvinder – i Paris. Fænomenet kan karakteriseres som et ekstremt tilfælde af kulturchok og skyldes kontrasten mellem på den ene side høje forventninger og en idealiseret og romantisk forestilling om byen, og på den anden side den faktiske oplevelsen af byen. 
Paris-syndromet er klassificeret som en type Stendhalsyndrom, idet symptomerne – accelererende hjerterytme (galopperende hjerte) medførende svimmelhed og åndedrætsbesvær – ofte er af samme karakter som beskrevet af den italienske læge Graziella Magherini i bogen "La sindrome di Stendhal" (1989). Det udmønter sig typisk i forskellige former for hallucinationer og vrangforestillinger og kræver psykologisk behandling.
Lægen Youcef Mahmoudia fra Hôtel-Dieu de Paris har karakteriseret det som "en manifestation af psykopatologi, der relaterer sig til rejsen i højere grad end et syndrom hos den rejsende". Det er endvidere beskrevet i en artikel i det franske psykiatriske tidsskrift 'Nervure' i 2004.